# Soul jazz
O Soul jazz é um género de jazz desenvolvido a partir do hard bop, com influências de blues, gospel e R&B, característico de pequenas bandas, que habitulamente utilizavam o órgão Hammond. São exemplos deste tipo de jazz, os organistas Bill Doggett, Charles Earland, Richard "Groove" Holmes, Les McCann, "Brother" Jack McDuff, Jimmy McGriff, Lonnie Smith, Don Patterson,Jimmy Smith e Johnny Hammond Smith.
Estes trios (órgão - sax - bateria), nos quais o organista desempenha também o papel do baixista, tocando com o pé as linhas de baixo, na pedaleira do órgão, foram extremamente populares e mesmo nos nossos dias é de notar que jovens e talentosos saxofonistas, como Joshua Redman ou James Carter, se apresentem diversas vezes com esse tipo de formação em trio, e tocando um Jazz que deriva notoriamente do "Soul Jazz" dos anos 50, também apelidado de "Funky Jazz", assinalando-se a curiosidade do facto de ser a primeira vez, na História do Jazz, que o termo "Funky" é utilizado para definir um estilo de Jazz - termo este que será mais tarde "repescado", nos anos 70, para classificar o novo estilo emergente, conhecido também por Jazz-Rock, Crossover ou Fusão e que foi "iniciado" por Miles Davis em finais dos anos 60, motivado pela ascensão e popularidade que o Pop rock desfrutava entre as camadas mais jovens da sociedade norte-americana. O disco "In A Silent Way" é paradigmático, pois será a primeira vez que, ostensivamente, se evita a utilização do "walking bass" e a marcação do "Swing" como até à data era hábito, e já desde os finais dos anos 20 (a partir da invenção do sistema de pedal dos pratos de choque: chamados de hi-hat em inglês e "charleston" em francês), quando o "Swing" nasceu. Miles foi responsável por uma larga quantidade de inovações, evoluções e experimentalismos no seio do Jazz, e por esse facto, foi por diversas vezes extremamente e injustamente criticado pelos críticos, que só anos mais tarde vieram a reconhecer a importância da criatividade, pioneirismo e obra publicada pelo famoso trompetista.
O saxofone tenor também teve um papel importante no soul jazz, e exemplos de saxofonistas são Gene Ammons, Eddie "Lockjaw" Davis, Eddie Harris, Houston Person e Stanley Turrentine. O saxofonista alto Lou Donaldson, foi também um músico importante, tal como Hank Crawford, e podemos incluir sem problemas Julian "Cannonball" Adderley conhecido não só como um dos maiores saxofonistas alto da História do Jazz, mas também como um músico profundamente enraizado nos Blues, e na tradição das "Work Songs" (título de uma das mais conhecidas composições que tocava, e composta pelo seu irmãos, o trompetista Nat Adcderley. - Ao contrário do hard bop, o soul jazz caracterizava-se por ritmos repetitivos e melódicos, e as improvisações típicas do jazz, eram aqui menos marcantes. Embora seja difícil delimitar a fronteira entre as duas tipologias, já que bandas como o Horace Silver Quintet; Art Blakey e os seus Jazz Messengers; Bobby Timmons Trio, entre outros, compuseram temas que são profundamente "Soul Jazz".
Uma das músicas mais conhecidas do soul jazz, é The In Crowd, de Ramsey Lewis, um sucesso de 1965. Este género de jazz teve a sua expansão no final da década de 50, mas terá tido o seu maior sucesso nas décadas de 60 e 70.
Embora este género musical tenha na sua designação o termo soul, o soul jazz pouco tem a ver com a música soul, que tem as suas origens directas no gospel e blues, e não no jazz.